# 大雷滕斯泰因山

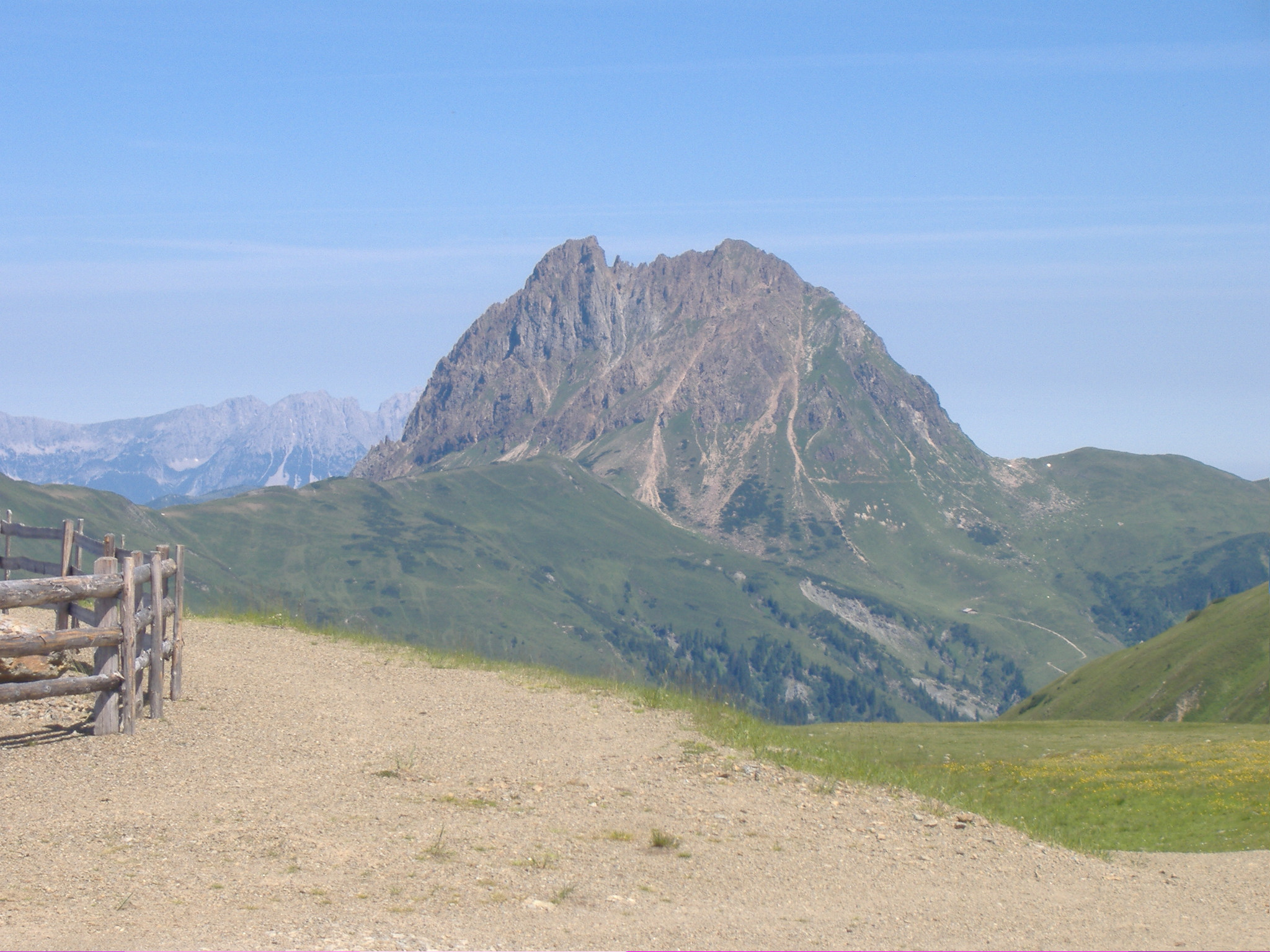

47°19′00″N 12°17′00″E / 47.316667°N 12.283333°E
大雷滕斯泰因山（德語：Großer Rettenstein），是奧地利的山峰，位於該國西部，處於蒂羅爾州和薩爾茨堡州接壤的邊界，屬於基茨比爾阿爾卑斯山脈的一部分，海拔高度2,362米，每年平均降雨量1,971毫米。